# Axinaea pauciflora
Axinaea pauciflora är en tvåhjärtbladig växtart som beskrevs av Célestin Alfred Cogniaux. Axinaea pauciflora ingår i släktet Axinaea och familjen Melastomataceae. IUCN kategoriserar arten globalt som sårbar.
Artens utbredningsområde är Ecuador. Inga underarter finns listade i Catalogue of Life.